# Maia, Cluj
Maia (în maghiară Mánya) este un sat în comuna Bobâlna din județul Cluj, Transilvania, România.

## Galerie de imagini

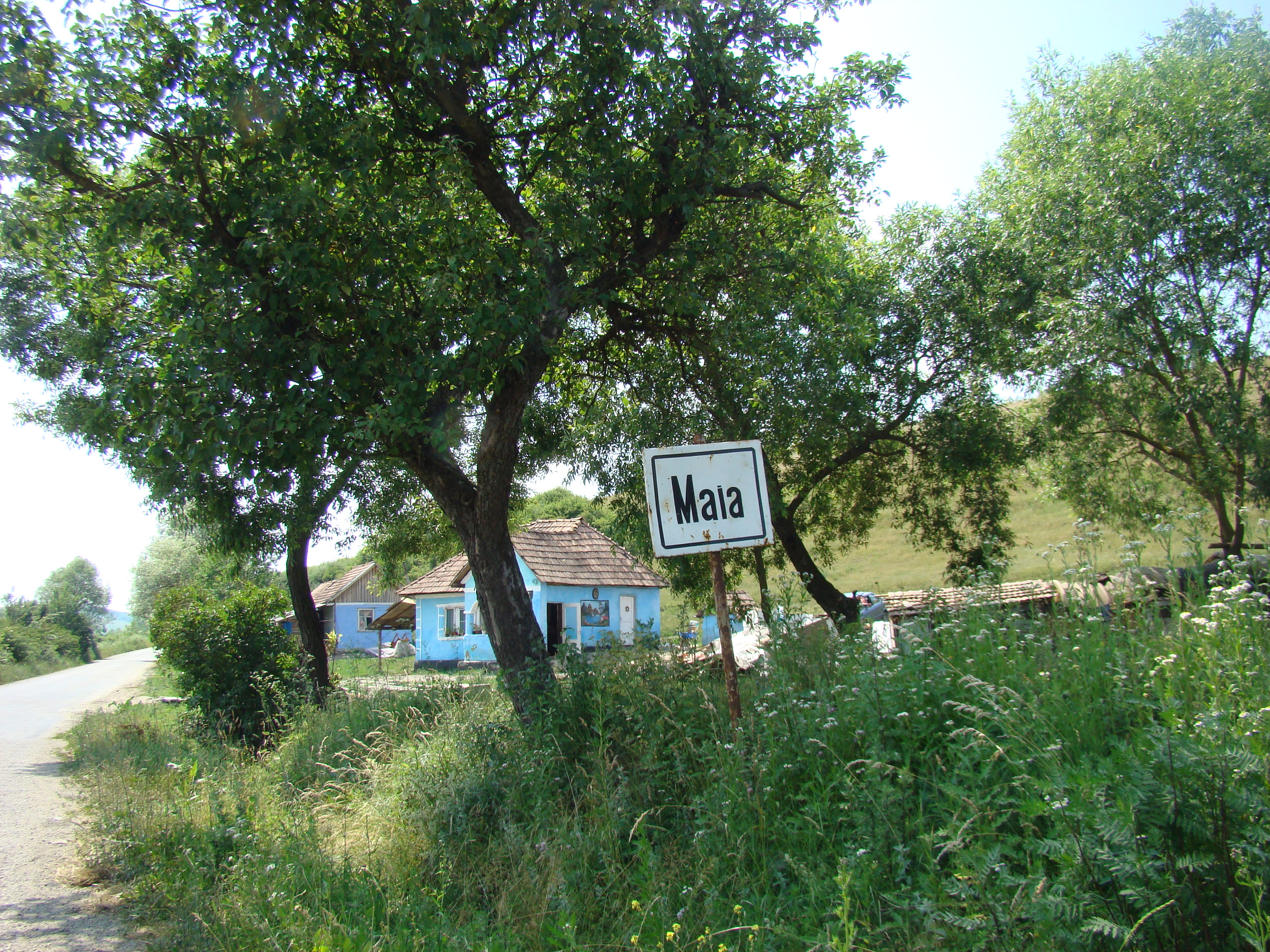
Vedere panoramică dinspre Cremenea
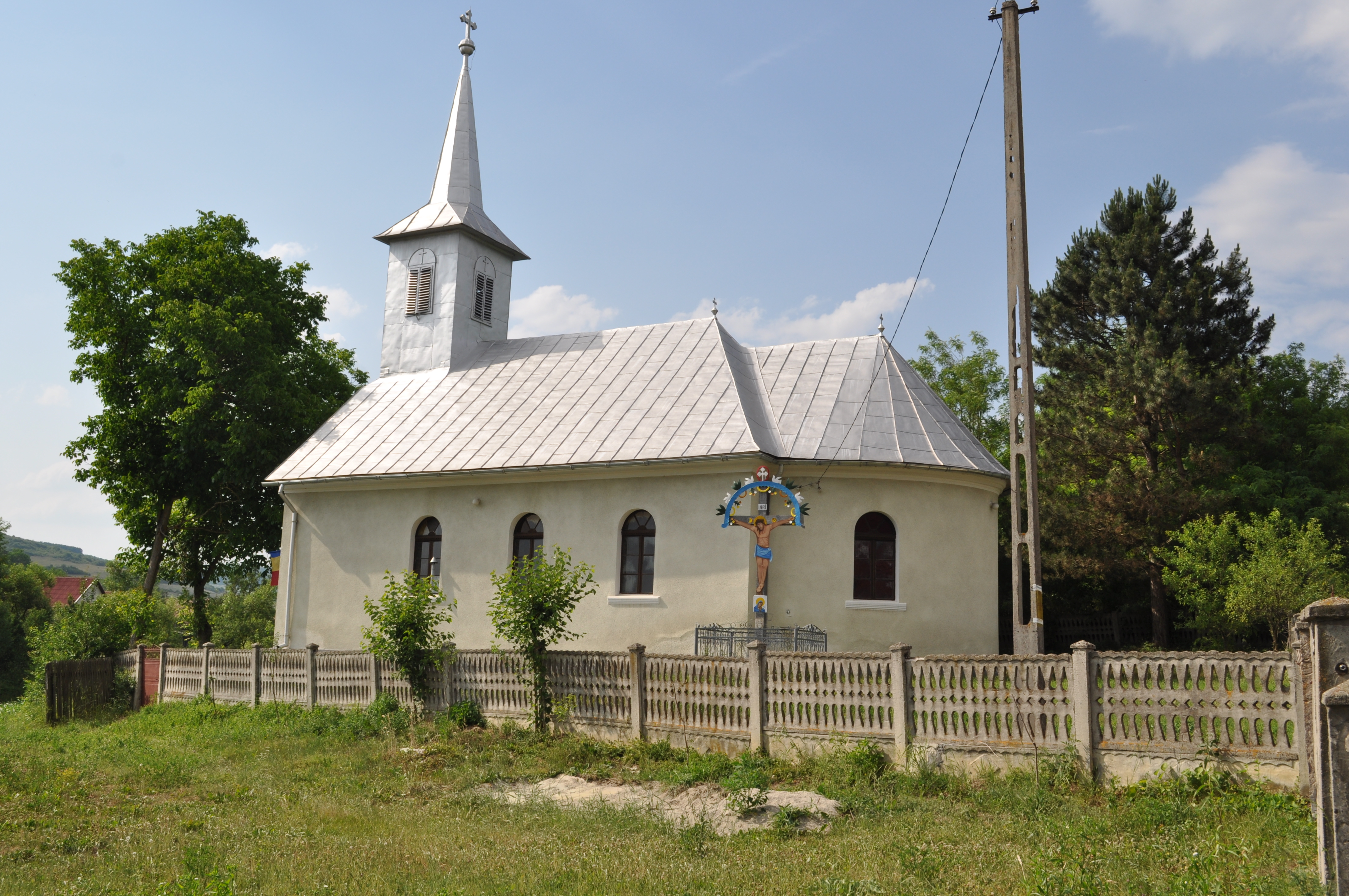